# Necterosoma darwinii
Necterosoma darwinii är en skalbaggsart som först beskrevs av Babington 1841.  Necterosoma darwinii ingår i släktet Necterosoma och familjen dykare. Inga underarter finns listade i Catalogue of Life.